# ダヴィ・ハモス
ダヴィ・ハモス（Davi Ramos、1986年11月5日 - ）は、ブラジルの男性柔術家、総合格闘家。リオデジャネイロ州リオデジャネイロ出身。チーム・ノゲイラ所属。ダヴィ・ラモス、ダビ・ハモスとも表記される。

## 来歴

### グラップリング
1999年にブラジリアン柔術を始め、トップ・ブラザー・アカデミー主宰のセザール・“カスキーニャ”・ギマラエスから黒帯を授与された。2011年のグラップラーズクエストでライト級、無差別級の2階級を制覇して注目を集めると、2015年にはアブダビコンバット77kg級決勝戦でルーカス・レプリに跳びつき腕十字を極めて初優勝を果たした。

### 総合格闘技
2010年、メキシコで開催された格闘技イベント・CXCでプロデビュー。

#### Bellator
2014年10月24日、Bellator 130でデイヴィッド・リッケルズと対戦し、0-3の判定負け。

#### UFC
2017年3月11日、前週に負傷欠場が決まったマックス・グリフィンの代役としてUFC Fight Night: Belfort vs. Gastelumに緊急参戦し、ウェルター級契約でムンジアル王者のセルジオ・モラエスと対戦したが、0-3の判定負けを喫した。
2019年9月7日、UFC 242でライト級ランキング15位のイスラム・マカチェフと対戦し、判定負け。
2022年3月15日、UFCからリリースされた。

## 戦績
| 総合格闘技 戦績 | 総合格闘技 戦績 | 総合格闘技 戦績 | 総合格闘技 戦績 | 総合格闘技 戦績 | 総合格闘技 戦績 | 総合格闘技 戦績 |
| --------------- | --------------- | --------------- | --------------- | --------------- | --------------- | --------------- |
| 15 試合         | (T)KO           | 一本            | 判定            | その他          | 引き分け        | 無効試合        |
| 10 勝           | 1               | 7               | 2               | 0               | 0               | 0               |
| 5 敗            | 0               | 0               | 5               | 0               | 0               | 0               |

| 勝敗 | 対戦相手                   | 試合結果                       | 大会名                                                      | 開催年月日     |
| ×    | アルテム・レズニコフ       | 5分5R終了 判定0-3              | ACA 140: Ramos vs. Reznikov 【ACAライト級グランプリ準決勝】 | 2022年6月17日  |
| ×    | アルマン・ツァルキヤン     | 5分3R終了 判定0-3              | UFC Fight Night: Figueiredo vs. Benavidez 2                 | 2020年7月19日  |
| ×    | イスラム・マカチェフ       | 5分3R終了 判定0-3              | UFC 242: Khabib vs. Poirier                                 | 2019年9月7日   |
| ○    | オースティン・ハバード     | 5分3R終了 判定3-0              | UFC Fight Night: dos Anjos vs. Lee                          | 2019年5月18日  |
| ○    | ジョン・ガンサー           | 1R 1:57 リアネイキッドチョーク | UFC Fight Night: Korean Zombie vs. Rodríguez                | 2018年11月10日 |
| ○    | ニック・ハイン             | 1R 4:15 リアネイキッドチョーク | UFC 224: Nunes vs. Pennington                               | 2018年5月12日  |
| ○    | クリス・グレッツェマーカー | 3R 0:50 リアネイキッドチョーク | UFC Fight Night: Swanson vs. Ortega                         | 2017年12月9日  |
| ×    | セルジオ・モラエス         | 5分3R終了 判定0-3              | UFC Fight Night: Belfort vs. Gastelum                       | 2017年3月11日  |
| ○    | ニック・ピードモント       | 5分3R終了 判定3-0              | Phoenix FC 1 【Phoenix FCライト級王座決定戦】               | 2016年12月10日 |
| ○    | マイク・フラッチ           | 1R 4:07 リアネイキッドチョーク | RFA 42: Giagos vs. Estrazulas                               | 2016年8月19日  |
| ×    | デイヴィッド・リッケルズ   | 5分3R終了 判定0-3              | Bellator 130: Newton vs. Vassell                            | 2014年10月24日 |
| ○    | クラウディエレ・フレイタス | 1R 3:07 腕ひしぎ十字固め       | Talent MMA Circuit 8                                        | 2014年4月12日  |
| ○    | ホセ・キニョネス           | TKO（N/A）                     | EFA: Mexico vs. Brazil                                      | 2013年11月15日 |
| ○    | ロニー・シウバ             | 1R 1:03 ギロチンチョーク       | Nitrix Champion Fight 16                                    | 2013年8月31日  |
| ○    | フアン・マヌエル・プーチ   | 1R 0:36 一本                   | CXC: Battle at the Beach                                    | 2010年7月4日   |

## 獲得タイトル

### グラップリング
- グラップラーズクエスト ライト級 優勝（2011年）
- グラップラーズクエスト 無差別級 優勝（2011年）
- アブダビコンバット 77kg級 優勝（2015年）

### 総合格闘技
- 初代Phoenix FCライト級王座（2016年）